# Castillo de la Real Fuerza
Le Castillo de la Real Fuerza (Château de la force royale) est un musée forteresse militaire du XVIe siècle de La Havane à Cuba. C'est la plus vieilles forteresses en pierre d'Amérique.
Il a été classé patrimoine mondial de l'Humanité.

## Historique

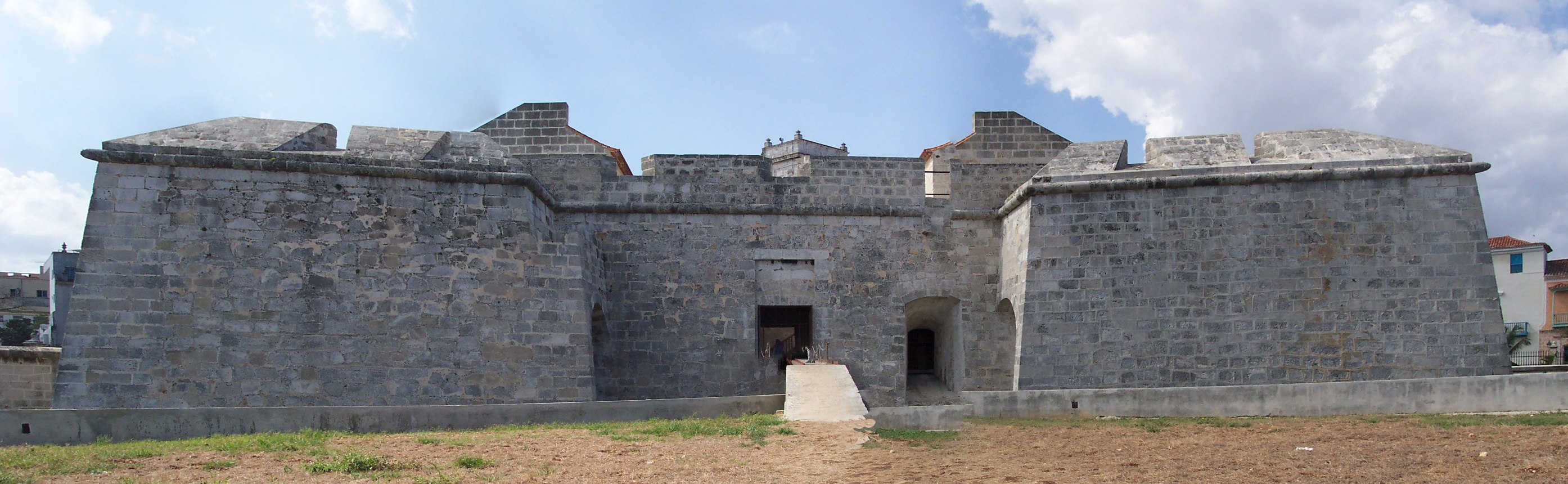
Vue panoramique du château.

Une forteresse précédente, la Fuerza Vieja (vieille force), a été endommagée en 1555 pendant une attaque de La Havane par les corsaires français de Jacques de Sores. Elle a été démolie en 1582.

La Giraldilla au sommet de la tour de guet du Castillo de la Real Fuerza.

Une nouvelle forteresse a été construite à l'intérieur de la baie de La Havane dans le port de La Havane à partir du 1er janvier 1588, durant 19 ans, par les architectes Bartolomé Sanchez puis de Francisco Colona pour le roi Philippe II d'Espagne pour protéger la ville des pirates.
En 1632 fut rajouté sur la « Tour de l’Esperance » une reproduction de la plus ancienne statue de bronze de Cuba, la fameuse girouette Giraldilla créée par Jeronimo Martin Pinzon, qui symbolise la ville de La Havane et que l’on retrouve sur les bouteilles de rhum Havana Club.
En 1762, le Castillo de la Real Fuerza résista à l'attaque des anglais et servit de centre de la défense de la ville avec le Fort El Morro.
Le bâtiment abrite les archives nationales depuis 1899 et la bibliothèque nationale de 1938 à 1957. Après la révolution cubaine, il accueillit la « Commission des monuments et de la préservation du patrimoine », puis brièvement le musée de la Révolution, aujourd'hui installé dans l'ex-palais présidentiel. Il a ensuite abrité un musée d'art contemporain, jusqu'en 1990, puis un musée de la céramique jusqu'en 2007.
Une vaste opération de rénovation et restauration est en cours.
Le Castillo de la Real Fuerza fait partie des monuments classés par l'UNESCO au patrimoine mondial de l'Humanité.